# Oncidium schunkeanum
Oncidium schunkeanum là một loài thực vật có hoa trong họ Lan. Loài này được Campacci & Cath. mô tả khoa học đầu tiên năm 1991.